# Háy János
Háy János (Vámosmikola, 1960. április 1. –) József Attila-díjas magyar író, drámaíró, költő, festő, illusztrátor, a Palatinus Könyvkiadó alapítója.

## Életpályája

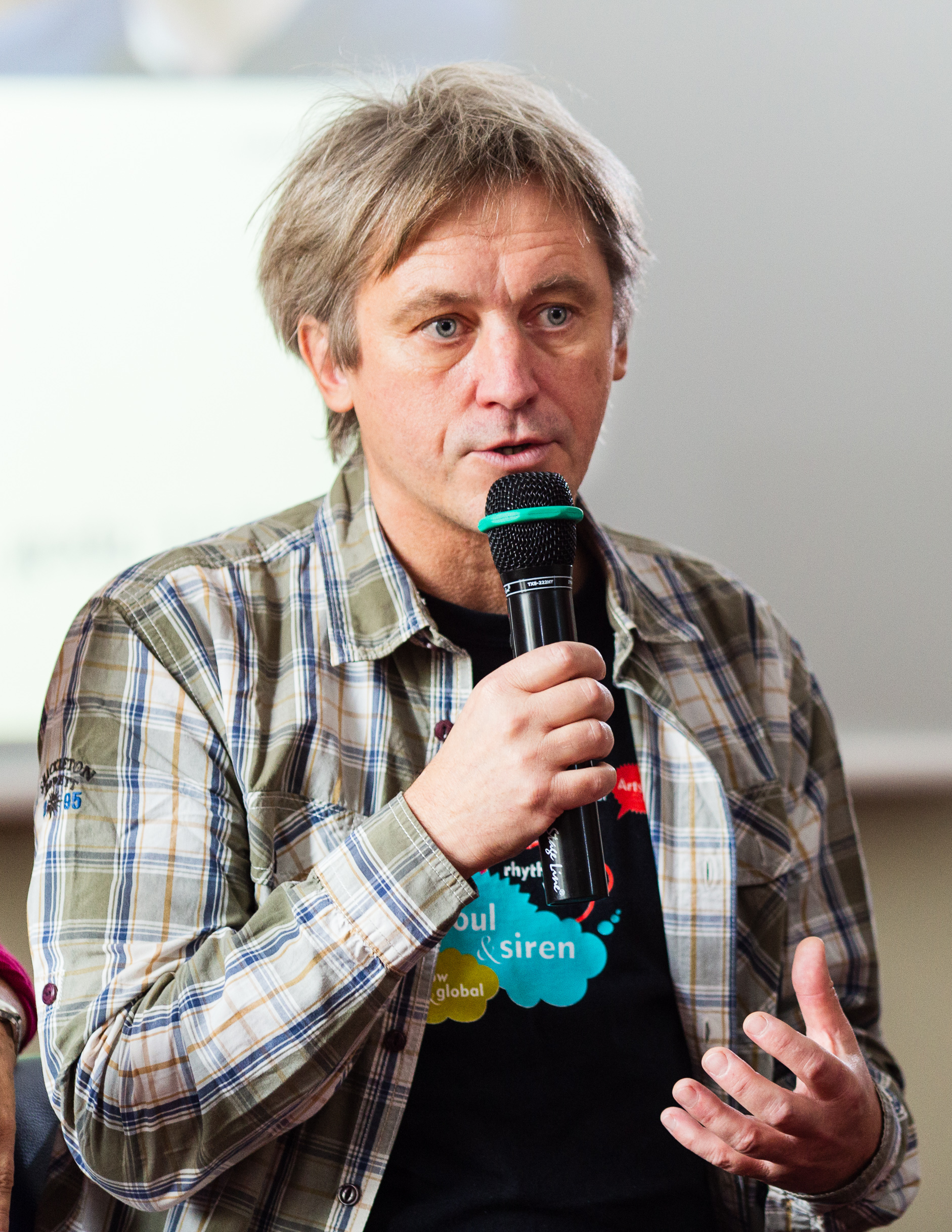
2017-ben

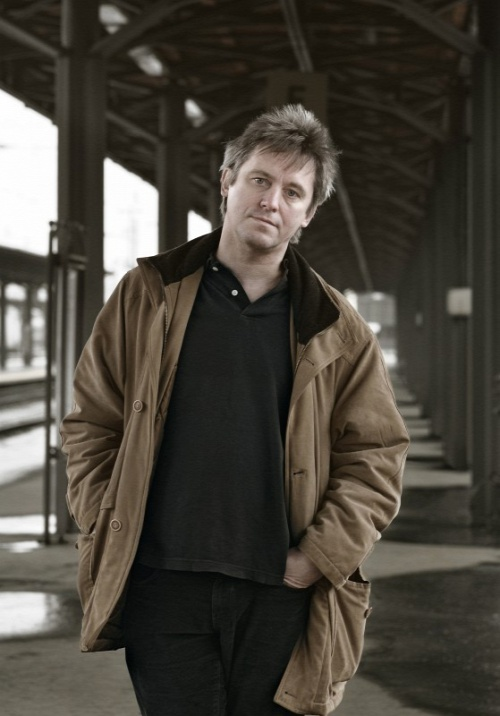
Szilágyi Lenke felvétele

Kisgyermekként a vámosmikolai évek meghatározóak voltak a számára, 1974-től, vagyis gimnáziumi éveinek megkezdésétől mégis Budapest töltötte be a központi szerepet Háy életében. A fővárosban belevetette magát a kortárs alternatív kultúrába, és itt vett részt első ízben olyan rendezvényeken, melyek nagy hatással voltak későbbi munkásságára (zenei és képzőművészeti programok). A gimnáziumban erősen vonzotta az irodalom, azonban a rossz jegyek (irodalom kettes) eltántorították attól, hogy később ebben az irányban folytassa felsőfokú tanulmányait.
Többszöri próbálkozás után 1981-ben felvételt nyert a Szegedi Tudományegyetem Juhász Gyula Tanárképző Főiskolai Kar orosz–történelem szakára, ahova akkori szerelme, későbbi felesége miatt adta be a jelentkezést, aki angolt tanult az intézményben. Ugyanebben az évben Háy szegedi barátaival megalapította élete első és egyben utolsó rockzenei együttesét, az Originál Lágert, azonban a zenekar egy éven belül néhány demófelvétel után felbomlott. Bár az író felhagyott a zenéléssel, a zene iránti rajongása a mai napig megmaradt.
1985-ben végezvén felsőoktatási tanulmányaival az 1982 óta publikáló Háy irodalmi periodikát indított útjára Podmaniczky Szilárddal és Kurdy Fehér Jánossal együtt Narancsszívszonett címmel. A szamizdat csupán nyolc számot ért meg. 1985–1988 között Budapesten általános iskolai tanár volt.
Az 1989-es év több szempontból is fordulópont Háy János életében. Ekkor hagyott fel a tanári pályával, ebben az évben kezdett el szerkesztőként dolgozni több kiadónál is (Holnap, Pesti Szalon, Palatinus), mely könyvkiadóknál egészen 2004-ig szerkesztett, valamint 1989-ben jelent meg első verseskötete Gyalog megyek hozzád sétálóúton címmel. A kötet az 1976-tól 1985-ig terjedő írói időszakot zárja le, híres nyitómondata pedig: „Háy János nevű személy nem létezik”. A Gyalog megyek… után 17 könyve jelent meg, köztük Dzsigerdilen című regény, amely prózaíróként és A Gézagyerek, amely drámaíróként tette elismertté. 
Művei közül van olyan, mely már több kiadást is megélt. Ilyen többek között a Dzsigerdilen, amely először 1996-ban jelent meg, 1999-ben született egy azonos című német fordítása, magyarul pedig 2004-ben adták ki ismét. Írásai nem csak hagyományos, könyv formában jelennek meg, hanem több művének is elkészült már a hangoskönyv változata, például A bogyósgyümölcskertész fiát Rátóti Zoltán olvasta fel, és szintén ő hallható az Egy szerelem történetének MP3 változatában.
Háy nem hagyott fel a képzőművészettel, több ízben jelentek meg rajzai és festményei, ezen felül maga illusztrálja könyveit, készíti el azoknak borítóit. Felnőtt fejjel végezte el az ELTE esztétika szakát, jelenleg pedig szabadfoglalkozású íróként él Budapesten. Három gyermeke van.

## Művei

### Verseskötetei
- Vigyázat, humanisták. A növények hazája – 1990 (Az 1996-1998 között íródott verseket tartalmazza.)
- Valami nehezék – 1998 (Az író 1994-1996 között született verseit foglalja magában a kötet.)
- Istenek – 1998
- Kotródom el – 2002 (A kötet a költő 1998-2002 között született verseinek gyűjteménye.)
- Meleg kilincs. Válogatott versek – 2008 (Két és fél évtized költői munkásságát gyűjti össze a verseskötet.)
- Egy szerelmes vers története – 2010 (Szerelem, fájdalom, boldogság, öröm, és bánat, igazság és hamisság- ezek az örök, emberi, egymással ellentétes érzések állnak Háy legújabb verseskötetének középpontjában, és a kötet megidézi a szerelmi viszonyok legtipikusabb figuráit is, úgy mint a házasságtörők és házasságfüggők.)
- Háyland; Palatinus, Bp., 2011
- Az öregtó felé; Európa, Bp., 2017
- Szerelmes, istenes, okosos - Háy-kódex; Európa, Bp., 2023

a jövő még nem érkezett,
leszen innen és volton túl,
a föld fölött, s az ég alatt,
a most az úr,
az éppen múló pillanat.
- Negyven év (Összes versek, 1976-2016) Európa, 2024[2]

### Vegyes kötetei
- Gyalog megyek hozzád a sétálóúton – 1989 (Első megjelent kötete az 1976-1985 között született verseit és képrajzait tartalmazza.)
- Welcome in Africa – 1991 (Versek és kisprózák az 1990-1991 közötti időszakból.)
- Marlon és Marion –1993 (Versek és novellák, melyekben igaz szerelmek, és a múltbéli nagy korok hősei jelennek meg.)
- Holdak és napok – 1995 (Elbeszélések, versek, rajzok. A versek mind témájukban, mind nyelvezetükben nagyon modernek, maiak, ugyanakkor a novellák esetében bár megmarad a nézőpont aktualitása, de a török kor és a nagy korok hőseinek megjelenése miatt ez a frissesség eltűnik a témavilágból.)
- A világ meztelen. Douglas Coupland, Fejtő Ferenc, Háy János, M. Nagy Miklós és Susan Sontag írásai; főszerk. Mihályi Gábor, szerk. Bánki Judit; Új Világ–Antonin Liehm Alapítvány, Bp., 2004 (Európai kulturális füzetek)
- Jézus bölcsessége. Szeretetről, igazságról, boldogságról, gazdagságról, jóról és gonoszról; összeáll. Háy János; Palatinus, Bp., 2011

### Drámák
- A Gézagyerek – 2004 (A kötetben négy dráma és egy novella szerepel, a borítót maga a szerző készítette. Eredetileg igazi hősökről akart írni, és miközben saját Lear királyát, Macbethjét kereste két munkáskabátos srácot látott kijönni a kocsmából, akik a világ rosszaságáról szerencsétlen Gézagyerekről beszéltek. Ősbemutatója a debreceni Csokonai Színház Stúdiószínpadán volt, Pinczés Sándor rendezésében.)
- A Senák – 2004 (Istendrámák két részben, illetve kétrészes színmű, melynek a Nemzeti Színházban volt az ősbemutatója- a darab a hatvanas évek szerveződő téeszvilágába, budapesti agitátorok és vidéki ellenállók közé kalauzolja az olvasót.)
- A Herner Ferike faterja – 2003 (A darabot már három nyelvre is lefordították – angol, német, lengyel –, és 2005-ben Heidelbergben közönségdíjat nyert. Ősbemutatója a Pécsi Harmadik Színházban volt, Vincze János rendezésében.)
- A Pityu bácsi fia – 2005 (A kétrészes színjátékot, mely 1972-ben játszódik Budapesten a kettes metró átadásakor először a Thália Színház és a beregszászi Illyés Gyula Színház mutatta be közösen 2005-ben, Bérczel László rendezésében.)
- Haláli dumák. Erdős Virág, Háy János, Kukorelly Endre, Nényei Pál, Papp András, Térey János, Toepler Zoltán drámáiból; összeáll. Háy János; Új Világ, Bp., 2005 (Európai kulturális füzetek)
- Rák Jóska, dán királyfi - 2012 (A darab ősbemutatója a szombathelyi Weöres Sándor Színházban volt. Az előadást Soós Péter rendezte.)
- A halottember - 2016 (A darab 2017-ben megnyerte a Színházi Dramaturgok Céhének díját. Első bemutatója a Szkéné Színházban volt, Bérczes László rendezésében.
- Délvidék – 2024 (Termelési dráma két részben, ősbemutatója a Pécsi Nemzeti Színházban volt, az előadást Tóth András Ernő rendezte.)

### Prózai alkotások
- Dzsigerdilen (a szív gyönyörűsége) – 1996 (A regény története a török idők kalandjait dolgozza fel, a kilencvenes évek prózatermésének az egyik legjelentősebb darabja.)
- Xanadu. Föld, víz, levegő – 1999
- Közötte apának és anyának, fölötte a nagy mindenségnek – 2000 (Kilenc történet- kilenc főhős. Mindannyian elindulnak, hogy szerencsét próbáljanak a világba, és meg akarják tudni, hogy miért vannak ők a Földön – olyanok, akárcsak mi magunk.)
- Alfabéta és a nevennégy rabló – 2002 (Meseregény, „meseábécé”, melynek szerzőtársa Faltisz Alexandra.)
- A bogyósgyümölcskertész fia – 2003 (Egy novellafüzér, melynek középpontjában a címben megjelent fiú élete és mindennapjai állnak.)
- Dzsigerdilen (a szív gyönyörűsége) - Török korom (Elbeszélések) – 2004 (A kötet érdekessége, hogy nem csak a Dzsigerdilen újrakiadása, hanem tartalmazza azokat az elbeszéléseket is, melyek a regény megírása előtt születtek.)
- Budapest. Hídfőváros – 2005 (A kötetben megjelent írások Fejér Gábor fotóit illusztrálják, és arra tesznek kísérletet, hogy a budapesti hidakon, és hidak körül zajló életet jelenítsék meg.)
- Xanadu. Völgyhíd – 2005 (A regény egy velencei kereskedő és egy piránói lány szerelmét állítja a középpontba, egyéb összetevői egy legenda, az angyalok, a Teremtő, a részeges matrózok, a tenger, a tengerparti palota és a hajók.)
- Házasságon innen és túl – 2006 (Válogatás tíz év novellaterméséből. A gyűjteményben megváltozik Háy írói nyelve, a meseszerűséget, leírásai képszerűségét pontosság és szűkszavúság váltja. Olyan népszerű művei jelentek meg a kötetben, mint a Budapesti tavasz, a világörökség része, vagy a Szilveszter.)
- A gyerek – 2007 (A mindennapok és a közelmúlt meghatározó eseményei sorakoznak fel a kivételesen meglepő, egyedi regényben. Háy olyan történéseket vett műve alapjául, melyekről sorsdöntő voltuk ellenére még nem jelent meg irodalmi feldolgozás. Az időszerkezet közel ötven évet ölel fel, és lehetővé teszi, hogy egyszerre érezze magát a cselekvés jelenében, múltjában, jövőjében – egyszóval minden olyan idősíkban, mely a regényben megjelenik. Mindeközben ismerős, emberközeli sorsok villannak fel. A mű hangvétele a 2006-os novellakötethez hasonlóan szikár, és mentes a szemléletes, elburjánzó leírásoktól.)
- Egymáshoz tartozók – 2009 (Kisprózakötet, melynek középpontjában a családok és a családtörténetek állnak, valamint megjelenik benne az író és irodalom viszonya is, hiszen Háy ebben a könyvben a kapcsolatokat tárgyalja.)
- A mélygarázs – 2013 (regény)
- Napra jutni; Európa, Bp., 2014
- Hozott lélek; Európa, Bp., 2015
- Ország, város, fiú, lány. Útravaló; Európa, Bp., 2016
- Ottonunk könyve; Európa, Bp., 2017 (Európa Zsebkönyvek)
- Sztreccs; Sztalker Csoport, POKET Zsebkönyvek, Bp., 2019
- Kik vagytok ti? Kötelező magyar irodalom. Újraélesztő könyv; Európa, Bp., 2019
- Ne haragudj, véletlen volt. Karanténnapló; Európa, Bp., 2020
- A cégvezető. Regény; Európa, Bp., 2020
- Mamikám. Regény; Európa, Bp., 2021
- Szavalóverseny. Kisegítőkönyv íróknak és olvasóknak; Európa, Bp., 2022
- Budapest Nagyregény. Budapest Brand Nonprofit Zrt., Bp., 2023 (társszerző)
- Vietnám – Teli börönd üres szív; Sztalker Csoport, POKET Zsebkönyvek, Bp., 2024
- Boldog boldogtalan; Budapest : Európa, 2024

### Szerkesztőként
Írói, költői teljesítménye mellett szerkesztői munkássága is jelentős, gondozásában az alábbi kötetek jelentek meg:
- Az ember és a kutya – Magyar írók novellái a kutyáról – 1999
- Patkócsattogás – Magyar írók novellái a lovakról – 2002
- Alkonyzóna – Hajléktalan művészek antológiája – 2004
- Szép versek – 2006
- Emlékszilánkok – 2007 (Szilágyi Tibor verseinek gyűjteménye)
- Alkonyattól pirkadatig – Hajléktalan művészek antológiája 2. – 2008
- Csokonai Vitéz Mihály Válogatott Versei – 2008
- Szép versek – 2008
- Karácsonyi történetek – Magyar írók novellái – 2009

## Díjak
- Móricz Zsigmond-ösztöndíj (1990, 1991)
- Sziveri János-díj (1993)
- Soros Ösztöndíj (1994, 1998)
- NKA-ösztöndíj (1996)
- Alföld-díj (1999)
- Füst Milán-díj (2001)
- József Attila-díj (2002)
- Szép Ernő-jutalom (2002)
- Legjobb magyar dráma díja (2002)
- Harmadik díj a Nemzeti drámapályázatán (2003)
- JAK-díj (2004)
- Dramaturgok Céhe: Legjobb dráma díja (2004)
- A drámaíróverseny közönség és szakmai díja (2005)
- A Heidelbergi drámafesztivál közönségdíja (2005)
- Gundel-díj (2007)
- Palládium díj (2008)
- Márai Sándor-díj (2009)
- Arany Medál díj (2013)
- Bárka-díj (2023)[3]
- Kortárs Magyar Dráma-díj (2023)